# Sainte-Florence (Québec)
Pour les articles homonymes, voir Sainte-Florence.
Sainte-Florence est une municipalité canadienne à vocation forestière d'environ 400 habitants située dans l'est du Québec dans la vallée de la Matapédia au Bas-Saint-Laurent.

## Toponymie
Le premier toponyme de la paroisse de Sainte-Florence fut Sainte-Florence-de-Beaurivage. Après la paroisse, la municipalité fut d'abord créée avec le nom de Sainte-Florence-de-Beaurivage-Partie-Nord . C'est en 1942 que le toponyme a été abrégé à son état actuel de Sainte-Florence. Sainte Florence est une martyre d'Agde avec Tibère et Modeste. L'appellation « Beaurivage » signifiait seulement la beauté de l'endroit.
Le gentilé des résidents de la municipalité est Florenciens ou Florenciennes.

## Histoire
La mission a été fondée en 1897 sous l'appellation Sainte-Florence-du-Beaurivage. La paroisse catholique de Sainte-Florence fut érigée canoniquement le 23 septembre 1910. Le presbytère fut construit en 1910. La municipalité fut créée officiellement le 12 avril 1911. La chapelle et le pont couvert ont été construits entre 1900 et 1906. Le passage de l'électricité et de l'éclairage des rues s'est effectué dans les années 1920. En 1930, un important feu de forêt détruisit la moitié des habitations de Sainte-Florence. La caisse populaire est fondée le 7 septembre 1943.

## Géographie
Sainte-Florence est située sur le versant sud du fleuve Saint-Laurent à 450 km au nord-est de Québec et à 360 km à l'ouest de Gaspé. Les villes importantes près de Sainte-Florence sont Rimouski à 130 km à l'ouest, Mont-Joli à 100 km au nord-ouest ainsi que Matane à 95 km et Amqui à 30 km au nord. Sainte-Florence est située sur la route 132 qui fait le tour de la Gaspésie à mi-chemin entre Causapscal et Routhierville. Le territoire de Sainte-Florence couvre une superficie de 103 km2. Celui-ci fait partie des cantons de Casupscull, de Matalik, de Milnikek et d'Assemetquagan.
La municipalité de Sainte-Florence est située dans la municipalité régionale de comté de La Matapédia dans la région administrative du Bas-Saint-Laurent. La paroisse éponyme de Sainte-Florence est située dans l'Archidiocèse de Rimouski et, plus précisément, dans la région pastorale de La Matapédia. Sainte-Florence fait partie de la région touristique de la Gaspésie dans la sous-région touristique de la vallée de la Matapédia.

### Hameaux
- Le Deux-Matalik
- Le Rang-Morin

### Hydrographie
La rivière Matapédia traverse le centre de la municipalité du nord vers le sud.

## Démographie
| 1991 | 1996 | 2001 | 2006 | 2011 | 2016 | 2021 |
| ---- | ---- | ---- | ---- | ---- | ---- | ---- |
| 607  | 546  | 473  | 458  | 414  | 384  | 367  |

La population de Sainte-Florence était de 458 habitants en 2006 et de 473 habitants en 2001. Cela correspond à une décroissance démographique de 3,2 % en cinq ans. La plus forte population de Sainte-Florence fut de 1 160 habitants et est survenue entre Québec et 1949. 97,5 % de la population de Saint-Florence a le français en tant que langue maternelle, le restant ayant l'anglais. 9,8 % de la population a une connaissance des deux langues officielles du Canada, la majorité ne connaissant que le français.

## Devise
La devise de Sainte-Florence est « Travail, foi, honneur ».

## Administration
Les élections municipales ont lieu tous les quatre ans et sont effectuées en bloc sans division territoriale.
| mandat      | fonction    | nom              |
| ----------- | ----------- | ---------------- |
| 2005 - 2009 | mairesse    | Réjeanne Doiron  |
| 2005 - 2009 | conseillers |                  |
| 2005 - 2009 | #1          | Pierrette Bérubé |
| 2005 - 2009 | #2          | Lauraine Gendron |
| 2005 - 2009 | #3          | Nelson Barrest   |
| 2005 - 2009 | #4          | Louise Beaupré   |
| 2005 - 2009 | #5          | Gisèle Gagnon    |
| 2005 - 2009 | #6          | Claude Marineau  |

| Sainte-Florence Maires depuis 2001                                                                                   |                 |         |          |
| Élection | Maire           | Qualité | Résultat |
| 2001 | Martine Paquet  |         | Voir     |
| 2005 | Réjeanne Doiron |         | Voir     |
| 2009 | Réjeanne Doiron | Voir    |          |
| n/d | David Althot    |         | n/d      |
| 2013 | David Althot    | Voir    |          |
| 2017 | Carol Poitras   |         | Voir     |
| 2021 | Carol Poitras   | Voir    |          |
| Élection partielle en italique Depuis 2005, les élections sont simultanées dans toutes les municipalités québécoises |                 |         |          |

## Représentations politiques
Québec : Sainte-Florence fait partie de la circonscription provinciale de Matapédia. Lors de l'élection générale québécoise de 2018, le depute sortant Pascal Berube, du Parti québécois, a été réélue pour représenter la population florencienne à l'Assemblée nationale.
 Canada : Sainte-Florence fait partie de la circonscription fédérale de Haute-Gaspésie—La Mitis—Matane—Matapédia. Lors de l'élection fédérale canadienne de 2008, le député sortant Jean-Yves Roy, du Bloc québécois, a été réélu pour représenter la population florencienne à la Chambre des communes.

## Éducation
42 % de la population de 15 ans et plus de Sainte-Florence n'a aucun diplôme d'éducation. 44 % de cette population n'a que le diplôme d'études secondaires ou professionnelles. 3,7 % de cette population a un diplôme universitaire.
L'école primaire de Sainte-Florence se nommait « École Beau-Rivage » et fut construite dans les années 1980. Actuellement, le bâtiment abrite le musée et les enfants vont à l'école de Causapscal.

## Économie
L'économie de Sainte-Florence tourne principalement autour de l'industrie forestière. Un moulin fut construit dans les années 1970 par Les Produits forestiers Benoît. La compagnie forestière de Price possède une industrie de sciage à Sainte-Florence. L'agriculture et l'élevage bovin sont aussi des activités économiques importantes à Sainte-Florence.

## Tourisme
La pêche au saumon de l'Atlantique sur la rivière Matapédia est une activité touristique importante. Il y a aussi un centre d'interprétation forestier et salmonicole traitant de la drave, du saumon et des moulins à scie. Le pont couvert construit en 1909 était un attrait touristique important, mais il a été remplacé par un pont en maçonnerie.

## Personnalité connue
Sébastien Chabot est un écrivain né à Sainte-Florence.